# Денніс Лота
Денніс Лота (англ. Dennis Lota, 8 листопада 1973, Кітве-Нкана — 4 лютого 2014, Йоганнесбург) — замбійський футболіст, що грав на позиції нападника, зокрема за низку південноафриканських клубних команд та національну збірну Замбії.

## Клубна кар'єра
У дорослому футболі дебютував 1990 року виступами на батьківщині за команду «Занако». Протягом наступних п'яти років також грав за «Нчанга Рейнджерс», «Кабве Ворріорс» та «Конкола Блейдс».
Протягом 1996—1997 років захищав кольори південноафриканського «Вітбенк Ейсез», з якого перейшов до швейцарського «Сьйона», де протягом сезону був основним гравцем атакувальної ланки команди, забивши 14 голів у 21 матчі.
1998 року повернувся до Південної Африки, уклавши контракт з «Орландо Пайретс», у складі якого провів наступні чотири роки своєї кар'єри гравця. Граючи у складі «Орландо Пайретс» також здебільшого виходив на поле в основному складі команди. В новому клубі був серед найкращих голеодорів, відзначаючись забитим голом в середньому щонайменше у кожній третій грі чемпіонату.
У 2002–2003 роках грав за туніський «Есперанс», після чого повернувся до Південної Африки, де протягом заключних шести років ігрової кар'єри грав у складі «Денджерес Даркіс», «Морока Своллоуз», ФК АК, «АмаЗулу» та «Мпумаланга Блек Ейсез».

## Виступи за збірну
1995 року дебютував в офіційних матчах у складі національної збірної Замбії.
У складі збірної був учасником чотирьох Кубктв африканських націй — 1996 року в ПАР, на якому команда здобула бронзові нагороди, 1998 року в Буркіна Фасо, 2000 року в Гані та Нігерії, а також 2002 року в Малі.
Загалом протягом кар'єри в національній команді, яка тривала 8 років, провів у її формі 63 матчі, забивши 18 голів.
Помер 4 лютого 2014 року на 41-му році життя в Йоганнесбурзі.